# Xenocynus
Xenocynus è un genere estinto di metateri vissuto durante l’Eocene inferiore, i cui fossili sono stati rinvenuti nella Formazione Itaboraí, situata nel bacino di Itaboraí, nello stato di Rio de Janeiro, Brasile. Il genere è rappresentato dalla specie Xenocynus crypticus.

## Descrizione
Xenocynus era un metaterio di grandi dimensioni rispetto agli standard dei didelfidi, con un peso stimato tra 1 e 3,3 kg.
L’analisi della dentizione di Xenocynus crypticus ha permesso di identificarne diverse caratteristiche diagnostiche. Presentava una morfologia distintiva dei molari, con una cresta postmetacristale lunga, un protocono corto e un talonide significativamente più piccolo rispetto al trigonide. Le cuspidi paraconide e metaconide erano distanziate, con basi non in contatto. La serie dei molari mostrava un progressivo aumento delle dimensioni da m1 a m4. A livello cranico, si distingue per la presenza di fosse mascellari profonde tra i molari superiori e una sinfisi mandibolare robusta.

## Distribuzione
Xenocynus crypticus è noto esclusivamente dal Bacino di Itaboraí, un’area fossilifera che conserva una delle più ricche associazioni di vertebrati dell’Eocene inferiore in Sud America. Il sito ha restituito una grande varietà di metateri, con almeno 29 generi e 43 specie.

## Paleoecologia
L'analisi della nicchia ecologica di Xenocynus suggerisce che fosse un carnivoro generalista con una dieta insettivora e carnivora. Rispetto ad altri metateri di grandi dimensioni di Itaboraí, come Patene, un carnivoro più specializzato, e Itaboraidelphys, più insettivoro/onnivoro, Xenocynus mostrava adattamenti intermedi.
L'analisi delle dimensioni e delle caratteristiche funzionali dei suoi denti indica una bassa sovrapposizione di nicchia trofica con gli altri metateri di grandi dimensioni di Itaboraí. Questo suggerisce che la struttura trofica della comunità fosse più complessa di quanto precedentemente ipotizzato, con diversi carnivori e onnivori che coesistevano, riducendo la competizione diretta.